# Mirčeta Mićo Drekalović
Mirčeta “Mićo” Ilikov Drekalović je bio kučki vojvoda, pisac i sveštenik. Rođen je krajem 17. veka u Kučima kao sin vojvode Ilika. Nakon pogibije dva starija brata koji su nosili titule vojvoda pre njega nasledio je to zvanje. Učestvovao je u borbama protiv Turaka. Nasledio ga je najstariji sin Nikola.